# Suka Maju (Simeulue Timur)
Suka Maju is een bestuurslaag in het regentschap Simeulue van de provincie Atjeh, Indonesië. Suka Maju telt 2415 inwoners (volkstelling 2010).